# Martín del Campo
Martín Gonzalo del Campo Martínez, más conocido como Martín del Campo (Montevideo; 24 de mayo de 1975) es un exfutbolista uruguayo, que jugaba en la posición de defensa lateral por la banda derecha, aunque se había iniciado como mediocampista.

## Trayectoria
Martín del Campo comenzó a jugar en el Montevideo Wanderers, equipo de su ciudad natal, en 1995, jugando como mediocampista. Tras tres temporadas, llegó al Club Nacional de Football, donde se afirmó como lateral derecho, puesto que lo catapultó a la Selección uruguaya. En Nacional jugó cuatro años antes de irse en 2003 a Argentina, al River Plate. Tras jugar solamente dos partidos, se fue en 2004 a Paraguay, donde estuvo hasta verano en el Club Olimpia, y ese mismo año volvió a Uruguay, al Club Atlético Bella Vista. En 2006 pasó al America Football Club brasileño. En verano llegó al Atlético de Rafaela, y en 2007 pasó a Tiro Federal, ambos de Argentina, donde terminó su carrera.

## Selección nacional
Fue internacional en cinco ocasiones con la Selección uruguaya: un amistoso y cuatro partidos por la Copa América de 1999.

### Participaciones en Copa América
| Copa              | Sede     | Resultado  | PJ (G) |
| ----------------- | -------- | ---------- | ------ |
| Copa América 1999 | Paraguay | Subcampeón | 4 (0)  |

## Clubes
| Club                 | País      | Temporadas | PJ (G) |
| -------------------- | --------- | ---------- | ------ |
| Montevideo Wanderers | Uruguay   | 1995-1998  |        |
| Nacional             | Uruguay   | 1998-2002  |        |
| River Plate          | Argentina | 2003       | 2 (0)  |
| Olimpia              | Paraguay  | 2004       |        |
| Bella Vista          | Uruguay   | 2004       |        |
| América RJ           | Brasil    | 2006       |        |
| Atlético de Rafaela  | Argentina | 2006-2007  | 32 (0) |
| Tiro Federal         | Argentina | 2007-2008  | 13 (0) |

## Palmarés[3]

### Campeonatos nacionales
| Título           | Club     | País    | Año  |
| ---------------- | -------- | ------- | ---- |
| Primera División | Nacional | Uruguay | 1998 |
| Primera División | Nacional | Uruguay | 2000 |
| Primera División | Nacional | Uruguay | 2001 |
| Primera División | Nacional | Uruguay | 2002 |